# Memelichi de Abajo
Memelichi de Abajo är en ort i Mexiko.   Den ligger i kommunen Ocampo och delstaten Chihuahua, i den nordvästra delen av landet, 1 300 km nordväst om huvudstaden Mexico City. Memelichi de Abajo ligger 2 292 meter över havet och antalet invånare är 169.
Terrängen runt Memelichi de Abajo är kuperad åt sydost, men åt nordväst är den bergig. Runt Memelichi de Abajo är det mycket glesbefolkat, med 4 invånare per kvadratkilometer. Närmaste större samhälle är Calaveras, 6,0 km söder om Memelichi de Abajo. I omgivningarna runt Memelichi de Abajo växer huvudsakligen savannskog.